# Aphananthe cuspidata
Aphananthe cuspidata är en hampväxtart som först beskrevs av Carl Ludwig von Blume, och fick sitt nu gällande namn av Jules Émile Planchon. Aphananthe cuspidata ingår i släktet Aphananthe och familjen hampväxter. Inga underarter finns listade i Catalogue of Life.